# 제자일

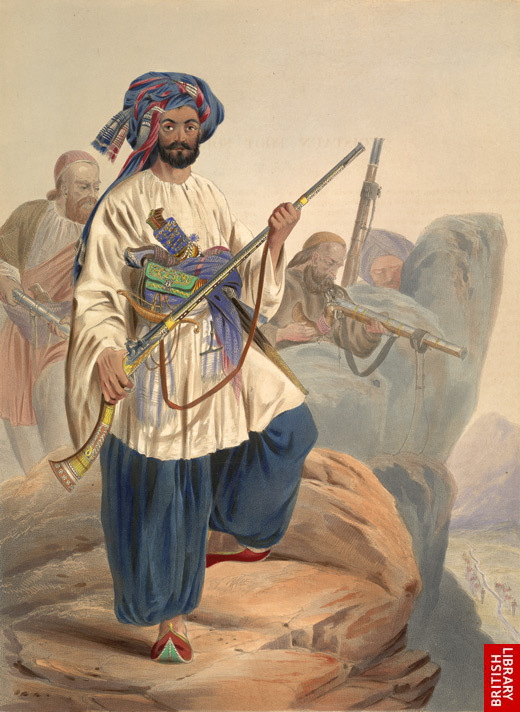

제자일(파슈토어: Jezzail)은 식민지 시대 초기 영국령 인도, 중앙아시아, 중동 등지에서 사용된 전장총이다.
제자일은 수제 무기였기 때문에 그 규격과 설계는 지역마다 제각각이다. 제자일은 기본적으로 개인화기로, 총신이 매우 긴 머스킷의 형상을 하고 있다. 제자일만큼 총신이 긴 총은 유럽에도 흔하지 않았으며, 이에 비견되는 것은 미국의 켄터키 라이플이나 한반도의 천보총 정도가 있다.
제자일의 발화 메커니즘은 화승식 또는 수발식이었는데, 수발식은 복잡하고 제조가 어려웠기 때문에 브라운 베스 같은 유럽인들의 총을 노획하여 그것을 베이스로 제자일을 만드는 경우가 많았다. 제자일은 대개 활강총이었으나 일부 강선이 선조된 것도 있었다. 긴 총신 길이와 강선이 더해지면 제자일은 당대 무기로서는 꽤 비약적인 비거리와 정확도를 가질 수 있었다.
제1차 영국-아프가니스탄 전쟁 당시 아프가니스탄인들이 제자일로 무장하여 영국군에게 큰 피해를 입혔던 바 있다.